# Формовочная смесь
Формовочная смесь — это многокомпонентная смесь формовочных материалов, соответствующая условиям технологического процесса изготовления литейных форм. Формовочные смеси по характеру использования делят на облицовочные, наполнительные и единые.

## Виды
Облицовочная смесь — это формовочная смесь, используемая для изготовления рабочего слоя формы. Такие смеси содержат повышенное количество исходных формовочных материалов (песка и глины) и имеют высокие физико-механические свойства.
Наполнительная смесь — это формовочная смесь для наполнения формы после нанесения на модель облицовочной смеси. Поэтому её приготовляют путём переработки оборотной смеси с малым количеством исходных формовочных материалов (песка и глины). Облицовочные и наполнительные смеси используют при изготовлении крупных и сложных отливок.
Единая смесь — это формовочная смесь, применяемая одновременно в качестве облицовочной и наполнительной смеси. Такие смеси применяют при машинной формовке и на автоматических линиях в серийном и массовом производствах. Единые смеси изготавливают из наиболее огнеупорных песков и глин с наибольшей связующей способностью, чтобы обеспечить их долговечность.